# Lago de Ägeri

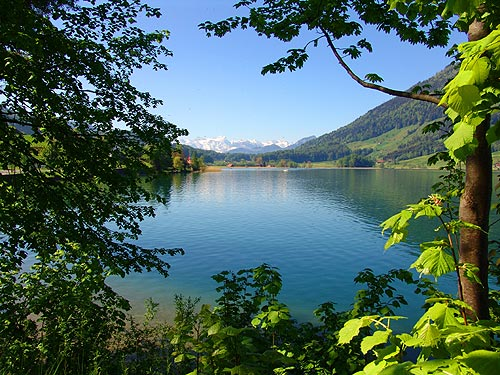
otra vista del lago

El lago de Ägeri (en alemán: Ägerisee) es un lago glaciar del cantón de Zug, en Suiza. Los dos municipios a sus orillas son Oberägeri y Unterägeri. Su  principal afluente es el río Hüribach y drena por el río Lorze. Desde 1992 el lago se utiliza como depósito o embalse de agua.
La batalla de Morgarten se libró  en 1315 en la orilla de este lago.